# 国立病院機構呉医療センター
独立行政法人国立病院機構呉医療センター中国がんセンター（どくりつぎょうせいほうじんこくりつびょういんきこうくれいりょうセンターちゅうごくがんセンター）は、広島県呉市にある医療機関。
独立行政法人国立病院機構が運営する病院である。
政策医療分野におけるがんの基幹医療施設、循環器病、精神疾患、成育医療、内分泌・代謝性疾患、肝疾患の専門医療施設であり、高度総合医療施設に位置づけられている。
呉二次保健医療圏における地域医療支援病院の承認を受けるほか、救命救急センターなどを有し、広島県において高度医療を提供する拠点の1つとなっている。エイズ治療拠点病院、広島県の災害拠点病院としてやはり政策医療分野であるエイズ、災害医療にも携わる。
看護師の養成施設として、看護学校を併設している。また理学療法士・作業療法士の養成のために2008年3月末までリハビリテーション学院を併設していたが、こちらは閉校している。

## 沿革
- 1889年7月1日 - 呉海軍病院として創設。
- 1945年 - 終戦により英豪軍に接収。
- 1956年9月14日 - 接収解除。
- 1956年10月1日 - 国立呉病院として発足。
- 1963年4月1日 - 附属高等看護学院を開設。
- 1982年4月5日 - 附属リハビリテーション学院を開設。
- 1994年8月25日 - エイズ治療拠点病院の指定を受ける。
- 2001年1月6日 - 厚生労働省に移管。
- 2001年4月1日 - 国立病院呉医療センターに名称変更。
- 2004年4月1日 - 独立行政法人国立病院機構へ移管、現名称となる。
- 2006年8月24日 - 地域がん診療連携拠点病院の指定を受ける。
- 2007年8月27日 - 呉二次保健医療圏で2番目となる地域医療支援病院の承認を受ける。
- 2008年3月31日 - 附属リハビリテーション学院閉校。

## 診療科
- 総合内科
  - 総合内科
  - 腎臓内科
  - 糖尿病・内分泌・代謝内科
  - 血液内科
  - リウマチ・膠原病科
  - 放射線科（治療）
  - 病理外来
- 呼吸器科
  - 呼吸器科
  - 呼吸器外科
- 循環器
  - 循環器科
  - 心臓血管外科
- 消化器
  - 消化器科
  - 外科
- 脳神経
  - 神経内科
  - 脳神経外科
- 乳腺甲状腺
  - 乳腺外科
- 骨運動器
  - 整形外科
- 救命救急
  - 救命救急部
- 精神
  - 精神科（心療内科）
- 感覚器
  - 眼科
  - 耳鼻咽喉科・頭頸部外科
  - 形成外科
  - 皮膚科
  - 麻酔科（ペインクリニック）
- 泌尿器
  - 泌尿器科
- 歯科口腔
  - 歯科・歯科口腔外科
- 小児科
  - 小児科
  - 小児外科
- 産婦人科
  - 産科
  - 婦人科
- リハビリ
  - リハビリテーション科
- 緩和医療
  - 緩和ケア

## 医療機関の指定等
- 保険医療機関
- 救急告示医療機関
- 労災保険指定医療機関
- 指定自立支援医療機関（更生医療・育成医療・精神通院医療）
- 身体障害者福祉法指定医の配置されている医療機関
- 精神保健指定医の配置されている医療機関
- 生活保護法指定医療機関
- 戦傷病者特別援護法指定医療機関
- 原子爆弾被害者医療指定医療機関
- 原子爆弾被害者一般疾病医療取扱医療機関
- 指定療育機関
- 地域医療支援病院
- 災害拠点病院
- 救命救急センター
- 臨床研修指定病院
- がん診療連携拠点病院
- エイズ治療拠点病院
- DPC対象病院
- 地域周産期母子医療センター

## 周辺の施設
- 呉市水道局宮原浄水場
- 清水ヶ丘高等学校
- 呉青山中学校・高等学校
- 入船山公園

## 交通アクセス
- JR西日本呉線呉駅より広電バスで国立病院下車。
- 呉駅よりシャトルバス運行（無料）。